# Artur Axmann
Pour les articles homonymes, voir Axmann.
Artur Axmann, né le 18 février 1913 à Hagen en province de Westphalie et mort le 24 octobre 1996 à Berlin, est un fonctionnaire nazi allemand, successeur de Baldur von Schirach à la tête des Jeunesses hitlériennes en 1940.

## Biographie
Né à Hagen en 1913, il poursuit des études en droit et adhère dès la fin des années 1920 au parti nazi. Il fonde le premier groupe des Jeunesses hitlériennes de Westphalie en 1928.
En 1932 on le fait Reichsleiter du parti pour réorganiser les programmes concernant les Jeunesses hitlériennes, et un an plus tard il devient chef du Bureau social de la direction de la jeunesse du Troisième Reich. Axmann réussit à faire des Jeunesses hitlériennes (Hitlerjugend) partie de la direction de formation professionnelle de l'État et à améliorer leur travail agriculturel.
En service actif sur le front occidental jusqu'à mai 1940, il succède à Baldur von Schirach, devenant ainsi Reichsjugendführer (de) (chef de la Hitlerjugend) du parti. En 1941 il est gravement blessé sur le front oriental, perdant un bras.
Le 4 janvier 1944 on lui décerne l'Ordre allemand (Deutscher Orden), la plus importante décoration du parti.
En février 1945, Axmann est nommé commandant de la brigade de chasse blindée du Volkssturm, dirigeant plusieurs unités d'enfants-soldats de la Hitlerjugend. Ces unités s'illustrent surtout à la bataille de Seelow, partie de la bataille de Berlin. Beaucoup des jeunes luttant sous son commandement meurent au combat, sans entraînement ni équipement militaire.
En avril 1945, alors que l'Armée rouge soviétique approche de Berlin, Axmann se réfugie dans le Führerbunker (selon Gerhardt Boldt, officier d'état-major de Guderian puis de Krebs, affecté dans le bunker, dès le début de la bataille de Berlin, Axmann a quitté ses bureaux de l'Adolf-Hitler-Platz pour se rapprocher du bunker ; quand les Jeunesses hitlériennes ont eu à défendre les ponts de la Havel, Axmann, bien qu'amputé d'un bras, se serait joint à eux). 
Le soir du 1er mai, il s'échappe du Führerbunker avec un groupe de personnes: « Bormann et Mohnke tentèrent d'organiser en groupes le personnel à évacuer. Ces groupes prirent le départ vers vingt-trois heures, deux heures plus tard que prévu. [...] Pendant un certain temps, Bormann, Stumpfegger, Schwägermann et Axmann restèrent groupés. Ils suivirent la ligne de chemin de fer jusqu'à la gare de Lerther Strasse. Puis ils se séparèrent. Bormann et Stumpfegger partirent vers le nord-est en direction de la gare de Stettin. Axmann partit dans le sens opposé, mais il se heurta à une patrouille soviétique. Il revint sur ses pas, reprenant l'itinéraire qu'avait emprunté Bormann. Peu après, il tomba sur deux cadavres. Il les identifia comme étant ceux de Bormann et de Stumpfegger, mais n'eut pas le temps de déterminer comment ils avaient été tués. » Il parvient finalement à sortir de la ville, et disparaît quelques mois, prenant le pseudonyme de « Erich Siewert ». Il est capturé en décembre 1945 quand le mouvement clandestin nazi qu'il organisait est découvert.
En mai 1949, un tribunal de dénazification de Nuremberg le condamne à trois ans et trois mois d'emprisonnement ; il est à nouveau condamné, le 13 août 1958, à une amende de trente-cinq mille Deutsche Mark, environ la moitié du prix de sa propriété à Berlin. Le procès prouve qu'il était nazi par conviction.
Il se spécialise par la suite, entre autres, dans le commerce avec les pays de l'Est, et travaille à Gelsenkirchen et Berlin.
Il est mort le 24 octobre 1996 à Berlin.
Il a écrit ses mémoires vers la fin de sa vie.